# جيم دوغان (لاعب كرة قاعدة)
جيم دوغان (بالإنجليزية: Jim Duggan)‏ هو لاعب كرة قاعدة أمريكي، ولد في 1 يونيو 1885 في ويتلاند في الولايات المتحدة، وتوفي في 5 ديسمبر 1951 في إنديانابوليس في الولايات المتحدة.

## وصلات خارجية
- جيم دوغان على موقعبيزبول رفرنس.كوم (الدوري الرئيسي) (الإنجليزية)
- جيم دوغان على موقعبيزبول رفرنس.كوم (الدوري الثانوي) (الإنجليزية)